# Sansevieria patens
Espèce
Classification APG III (2009)
Sansevieria patens, également appelée Dracaena patens, est une espèce de plantes de la famille des Liliaceae et du genre Sansevieria.

## Description
Plante succulente, Sansevieria patens est une espèce de sansevières à feuilles longues (longueur de 45 à 90 cm, largeur 1,5 à 3 cm) et épaisses (1,5 à 4 cm), presque cylindriques avec la présence d'un sillon marqué, légèrement rugueuses, de couleur vert-foncé striées de bandes plus claires.
Elle a été identifiée comme espèce à part entière en 1915 par le botaniste britannique Nicholas Edward Brown.

## Distribution et habitat
L'espèce est originaire d'Afrique orientale, présente au Kenya,.

## Synonymes et cultivars
L'espèce présente des synonymes :
- Acyntha patens (N.E. Brown, 1915 ; Chiovenda, 1932)
- Dracaena patens ((N.E Brown, 1915 ; Byng & Christenh. 2018)